# Józef Wiktor z Wiatrowic
Józef Wiktor z Wiatrowic (15. ledna 1854 – 15. března 1899 Berlín) byl rakouský šlechtic a politik polské národnosti z Haliče, na konci 19. století poslanec Říšské rady.

## Biografie
Vystudoval Lvovskou univerzitu. Oženil se s bohatou dědičkou statku v Czudci.
Od roku 1889 až do své smrti zasedal jako poslanec Haličského zemského sněmu. Zastupoval na něm kurii venkovských obcí.
Byl i poslancem Říšské rady (celostátního parlamentu Předlitavska), kam usedl ve volbách do Říšské rady roku 1897 za kurii venkovských obcí v Haliči, obvod Sanok, Brzezow atd. Poslancem byl do své smrti roku 1899. Pak ho v parlamentu nahradil Jan Nepomucen Potocki. Ve volebním období 1897–1901 se uvádí jako rytíř Josef von Wiktor-Wiatrowice, c. k. komoří a velkostatkář, bytem Czudec.
Ve volbách roku 1897 je uváděn jako oficiální polský kandidát, tedy kandidát Polského klubu.
Zemřel v březnu 1899, kdy spáchal sebevraždu v hotelu v Berlíně. Zastřelil se revolverem. U těla mrtvého se našly dva dopisy. Motivem k sebevraždě měly být dluhy, které si přivodil hrou v karty a spekulacemi v naftovém průmyslu. Do Berlína odjel za účelem prodeje posledního ropného majetku.